# Sonata per violino n. 2
La Sonata per violino n. 2 per violino e pianoforte è una composizione da camera del musicista francese Maurice Ravel, scritta dal 1923 al 1927. Ravel fu ispirato dalla musica americana, particolarmente dal jazz e dal blues.

## Storia
Nei primi anni '20 Ravel, per sfuggire alla città e in cerca di solitudine, aveva acquistato uno chalet a Montfort-l'Amaury, a 40 km. da Parigi, che aveva chiamato Le Belvédère. Qui terminò nel 1922 la Sonata per violino e violoncello che fu eseguita in prima esecuzione dalla violinista Hélène Jourdan-Morhange; da lei Ravel ebbe dei preziosi consigli sulla tecnica violinistica di cui si avvalse anche per la partitura di Tzigane; con lei inoltre il musicista condivideva anche l'interesse per la musica jazz; la band blues di W.C. Handy portò infatti lo stile del blues di St. Louis a Parigi dal 1923 al 1927 e Ravel ne fu ispirato dallo stile. Elementi jazz si possono trovare anche nel Concerto per la mano sinistra per pianoforte e in altre opere.

Ravel aveva già scritto una Sonata per violino e pianoforte nel 1897; opera giovanile di cui il musicista terminò solo il primo movimento, l'Allegro iniziale. L'idea di dedicarsi nuovamente a questo tipo di composizione probabilmente venne suggerita al musicista dall'ascolto nel 1922 delle Sonate di Béla Bartók eseguite con l'interpretazione di Jelly d’Arányi al violino e l'autore al pianoforte. Nel 1923 Ravel iniziò la composizione che andava però a rilento, interrotta spesso dalle sue crisi depressive. L'opera avrebbe dovuto essere eseguita dalla Jourdan-Morhange a cui era anche dedicata; la violinista però iniziò a soffrire precocemente di artrite alle articolazioni che le impedirono di esibirsi ancora nei concerti. Questo fatto, unitamente alla lentezza della composizione, fecero saltare quella che era prevista come la prima esecuzione dell'opera a Londra nell'aprile del 1924.
 
Ravel continuò a comporre la Sonata a intermittenza, sospendendola ora per terminare Tzigane ora per dedicarsi a L'Enfant et les sortilèges e alle Chansons madécasses. Nonostante tutte le difficoltà, la Sonata venne terminata faticosamente nel mese di maggio 1927, pochi giorni prima della data della prima esecuzione. Poiché Hélène Jourdan-Morhange non era più disponibile, Ravel pensò di rivolgersi a un vecchio amico, George Enescu che aveva già suonato l'Allegro della sua prima sonata. Enescu, violinista di grandi capacità, imparò subito la parte, anche se manifestò qualche dissenso sul secondo movimento. 

La prima esecuzione del lavoro avvenne a Parigi, alla Salle Érard il 30 maggio 1927 con Enescu al violino e Ravel al pianoforte.

## Struttura e analisi
La sonata per violino è composta da tre movimenti:
- Allegretto, (Sol maggiore)
- Blues. Moderato, (La bemolle maggiore)
- Perpetuum mobile. Allegro, (Sol maggiore)

Il lungo tempo impiegato da Ravel per scrivere la Sonata n. 2 e le pause dovute alla creazione di altri lavori furono di vantaggio nella maturazione dell'opera; l'evoluzione compositiva del musicista avvenuta in questo lasso di tempo fu frutto proprio dello studio e del perfezionamento tecnico legati a queste composizioni. 
Secondo Ravel non vi era compatibilità fra il pianoforte e il violino e, su questa linea, nella Sonata egli continuò la modalità di scrittura già avviata in Tzigane e cioè la ricerca di un'indipendenza reciproca fra i due strumenti. Egli scrisse: "Mi sono imposto questa indipendenza scrivendo una Sonata per pianoforte e violino, strumenti essenzialmente incompatibili e che, invece di equilibrare i loro contrasti, mettono qui in evidenza proprio questa incompatibilità". 
La Sonata formalmente si riallaccia alla tradizione classica con la suddivisione in tre movimenti. L'Allegretto iniziale è in forma-sonata; l'esposizione dei temi è però insolita, vi sono quattro idee tematiche molto diverse tra di loro. La prima, introdotta dal pianoforte, è di carattere bucolico; l'ispirazione venne a Ravel durante un viaggio in Inghilterra quando provò una grande nostalgia per la Francia e la sua campagna; come raccontò a Manuel Rosenthal, si immaginò perciò un villaggio con una tranquilla fattoria che connotò musicalmente imitando il verso di una gallina utilizzando una sorta di scalpiccio ritmico. L'idea del verso della gallina non è insolito nella letteratura musicale; ve ne furono esempi nelle scritture clavicembalistiche del XVIII secolo e anche in Franz Joseph Haydn (Sinfonia n. 83), musicista molto amato da Ravel. La seconda idea melodica è fortemente caratterizzata dallo staccato; si passa poi alla terza di grande espressività, chiudendo con la quarta melodia affidata agli accordi del pianoforte.
Totalmente contrastante è il secondo movimento, Blues, chiaro omaggio del compositore alla musica americana. La scelta è a dir poco inconsueta in una sonata, tanto è vero che George Enescu considerò questa parte come inammissibile in un contesto "classico". Ravel riteneva invece che il secondo tempo, abitualmente lento o comunque moderato, potesse essere benissimo affidato al ruolo meditativo del blues, la cui intrinseca malinconia viene richiamata dalla dicitura nostalgico posta dall'autore sulla parte del violino.
Il Perpetuum mobile conclusivo è il movimento più breve della Sonata. Dopo una breve introduzione caratterizzata da staccati e pizzicati, prende avvio una parte di grande virtuosismo dove le differenziazioni fra i due strumenti sono portate a grado elevato; mentre al pianoforte è affidata la parte tematica, il perpetuum mobile propriamente detto viene eseguito dal violino. Gli strumenti riprendono brani dei due movimenti precedenti, dal tema bucolico a sprazzi del Blues. Il violino viene impegnato in molteplici serie di virtuosismi a grande velocità mentre il pianoforte affronta una successione di rapide terzine, di glissandi e acciaccature che preannunciano le difficoltà esecutive del Concerto in sol.